# 安索阿特吉体育俱乐部
安索阿迪古體育會，是委内瑞拉安索阿特吉州拉克鲁斯港市的一个足球俱乐部，成立于2002年。2007年升入委内瑞拉足球甲级联赛。2008年，夺得委内瑞拉盃。